# Döve socken
Döve var en socken i Ås härad i Västergötland. Sockenområdet är nu en del av Falköpings kommun i den del av Västra Götalands län som tidigare ingick i Skaraborgs län.
Döve socken uppgick omkring 1550 i Börstigs kyrkosocken, men i Kärråkra jordebokssocken i Ås härad i Älvsborgs län. 1887 ändrades gränsen så att Döve kom att tillhöra Börstig även i jordeboken, och därmed också överfördes till Frökinds härad i Skaraborgs län.
Kyrkan låg 5 kilometer väster om Börstigs kyrka och 6 kilometer norr om Kärråkra kyrka.